# Glaciar Crean
Glaciar Crean (en inglés: Crean Glacier) es un glaciar de 6,4 kilómetros de largo, que fluye hacia el noroeste de los Picos Wilckens en dirección de la Bahía Antarctic en la costa norte de Georgia del Sur. Fue examinado por el Encuesta Georgia del Sur en el periodo 1951-1957 y nombrado por los topónimos del Comité Antártico del Reino Unido para el irlandés Tom Crean del Bergantín Endurance durante la Expedición Imperial Transantártica con Ernest Shackleton, 1914- 16. Crean acompañado Shackleton y Frank Worsley en el James Caird de la isla Elefante a la Bahía Rey Haakon, Georgia del Sur, e hizo la por tierra cruzando con ellos hacia Stromness.